# チェルケス人虐殺
チェルケス人虐殺 (チェルケスじんぎゃくさつ、英語: Circassian genocide) は、北コーカサスの大部分と黒海の北東岸を大まかに囲むように居住していたチェルケス人へのロシア帝国の組織的な大量殺戮    民族浄化  強制移住    および追放    し、800,000〜1,500,000人のチェルケス人     （総人口の少なくとも75％）のチェルケシアからの国外退去。これは、19世紀後半のコーカサス戦争の余波で発生した。避難民は主にオスマン帝国に移住した。事件の間、ロシア軍とコサック軍は、妊娠中の女性の腹を引き裂いたり、中の赤ちゃんを連れ去ったり、赤ちゃんを犬に与えたりするなど、さまざまな残忍な方法を使って楽しんだと記録されている。グリゴリー・ザスなどのロシアの将軍は、チェルケス人を「人間以下の汚物」と表現し、彼らの殺害と科学実験での使用を正当化した。
彼らの故郷であるチェルケシアは、大まかに北コーカサスの大部分と黒海の北東岸である 。この地域の先住民であるチェルケス人は、ロシアによってロシア・チェルケス戦争の終わりに彼らの祖国から民族浄化された。追放は1864年の終戦前に開始され、1867年までにほぼ完了した。排除が計画された人々は主にチェルケス人（またはアディゲ人）、ウビフ人、アバザ人だったが、アブハズ人、アルシュティン人、チェチェン人、オセット人も大きな影響を受けた。コーカサスの他の人々も、アヴァール人やイングーシ人などの影響を受けた。
影響を受けた人の正確な数は不明だが、研究者はサーカシアン人口の少なくとも75％、90％、94％、または95〜97％が影響を受けることを示唆している。これらの率を考慮すると、影響を受ける人々の数は60万人から150万人の間であると考えられる。

## 背景

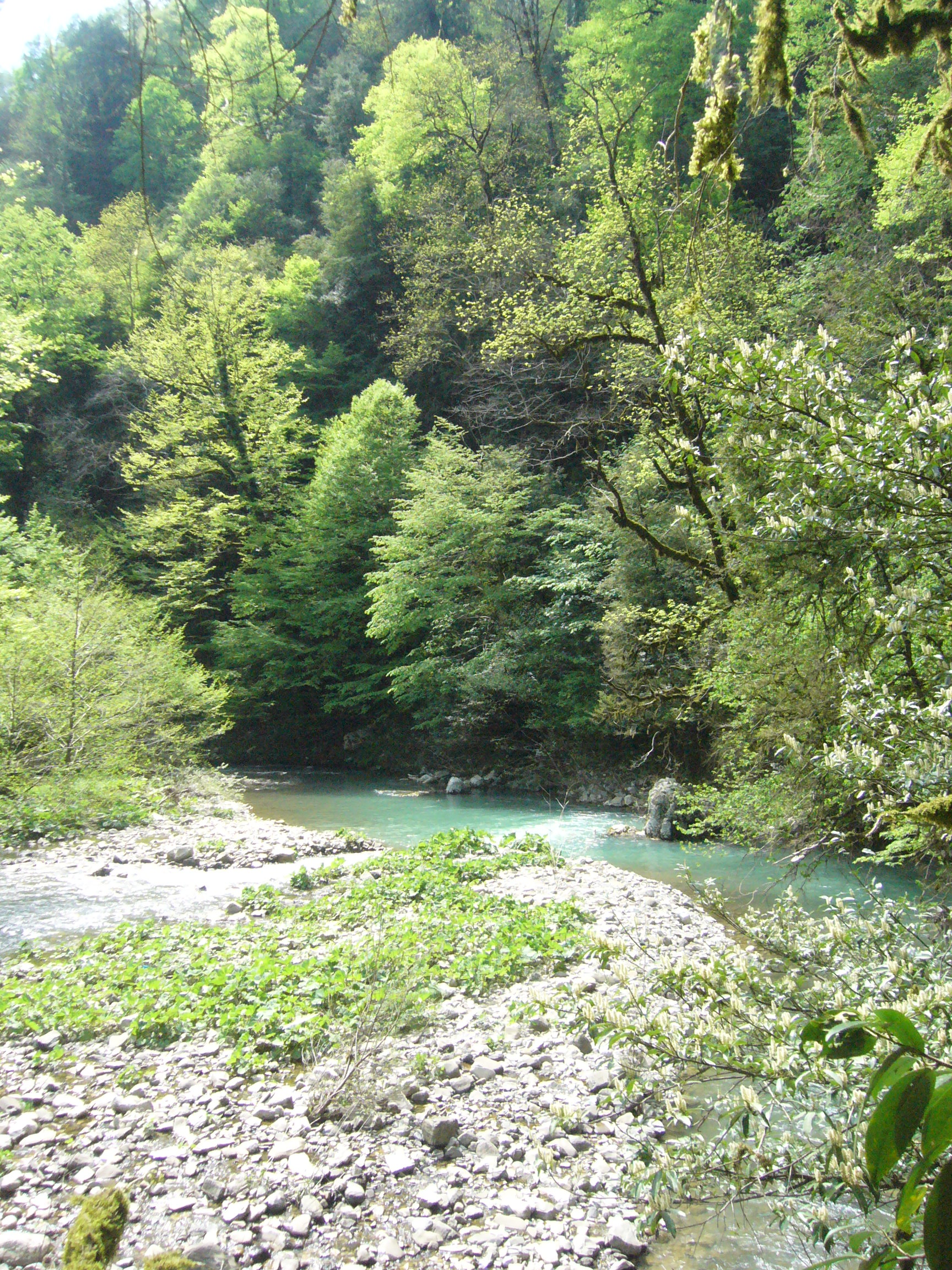
地域の川

### サーカシアとの対立

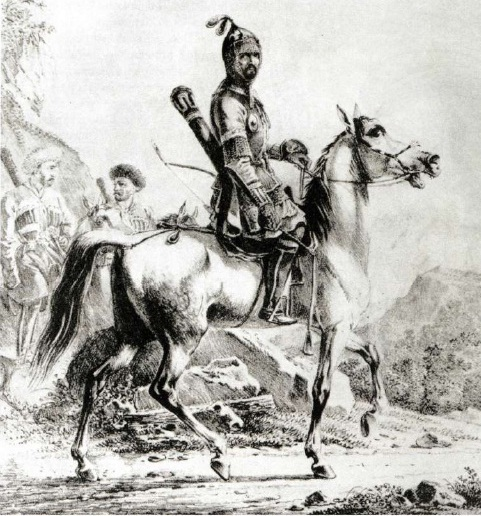
ロシア・チェルケス戦争中のチェルケスの戦士

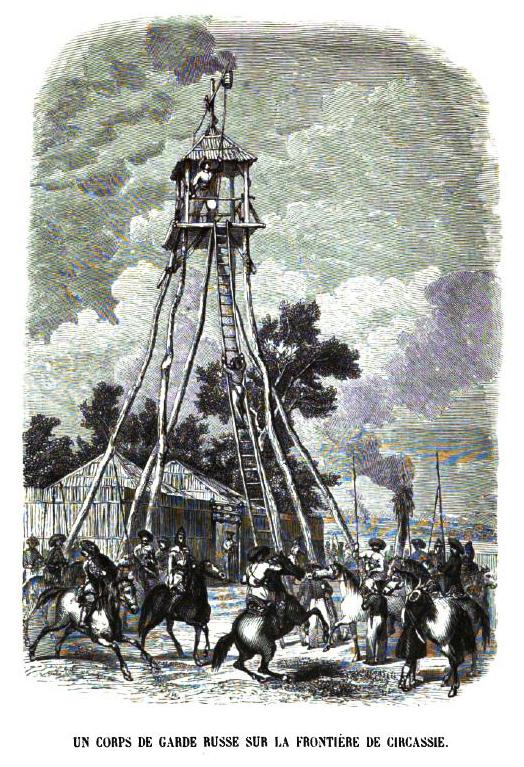
チェルケスフロンティアのロシア軍前哨基地、1845年

### 強化抵抗

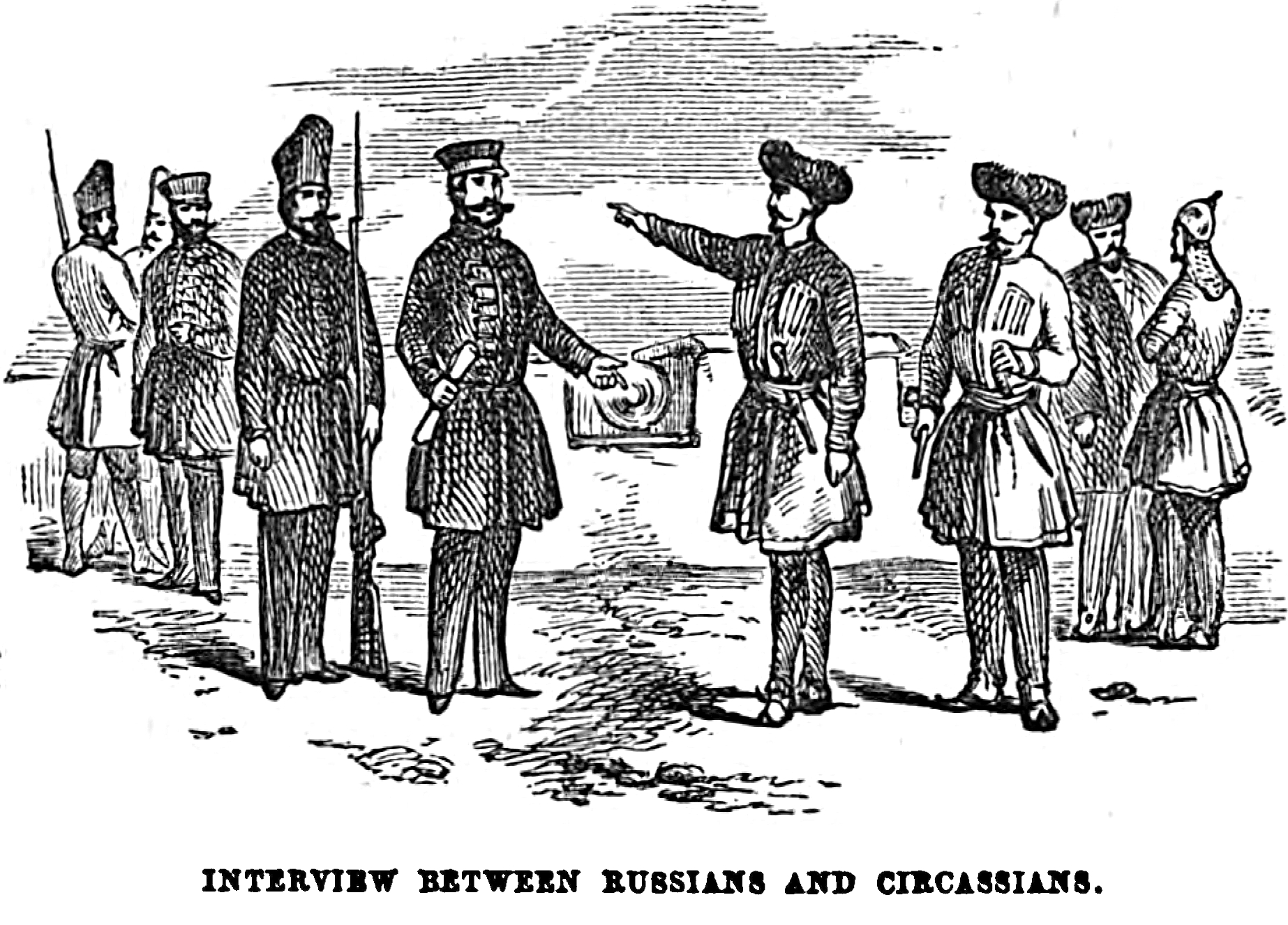
ロシア軍とチェルケスの代表者が話し合いのために集まる、1855年

## 提案

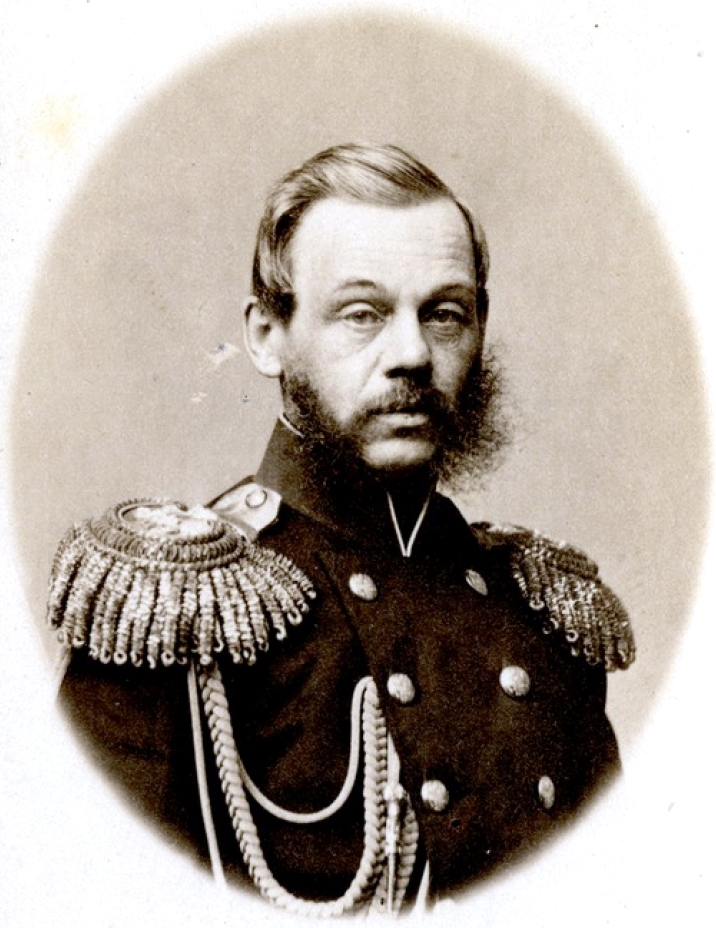
ドミトリー・ミリューチン、1865年

### プロセス中の条件

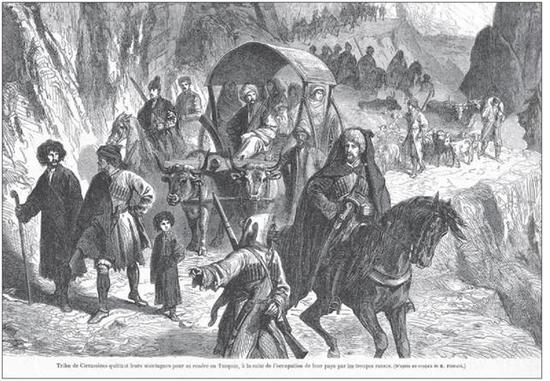
チェルケス難民

### ロシア軍による虐殺

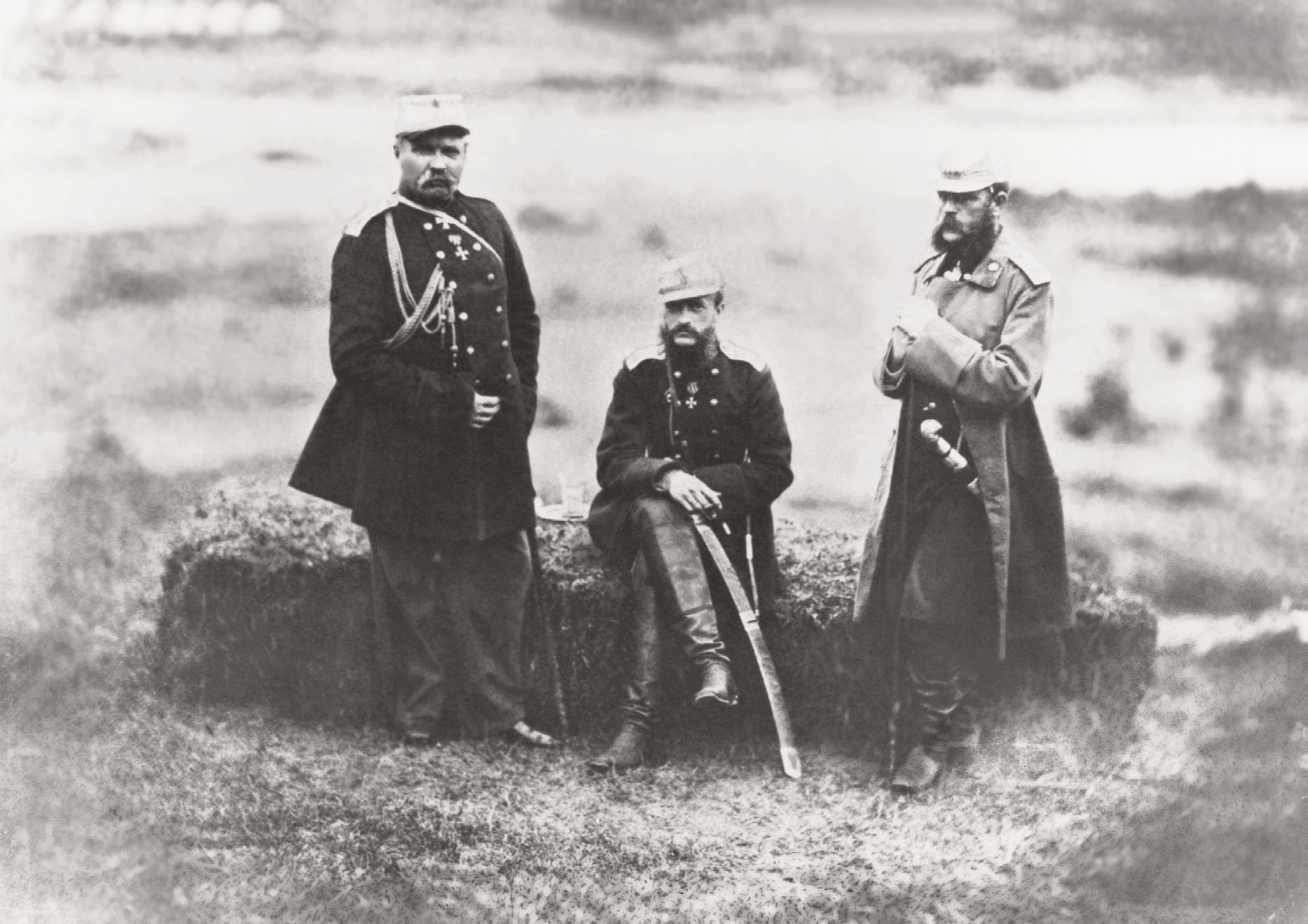
西コーカサスのロシア軍の司令官：1864年5月21日、Qbaadaの歩兵将軍Nikolai Yevdokimov（左）、コーカサス知事とミハイルニコラエヴィッチ少将（中央）、およびDI Svyatopolk-Mirsky少将（右）。

## 第三国定住

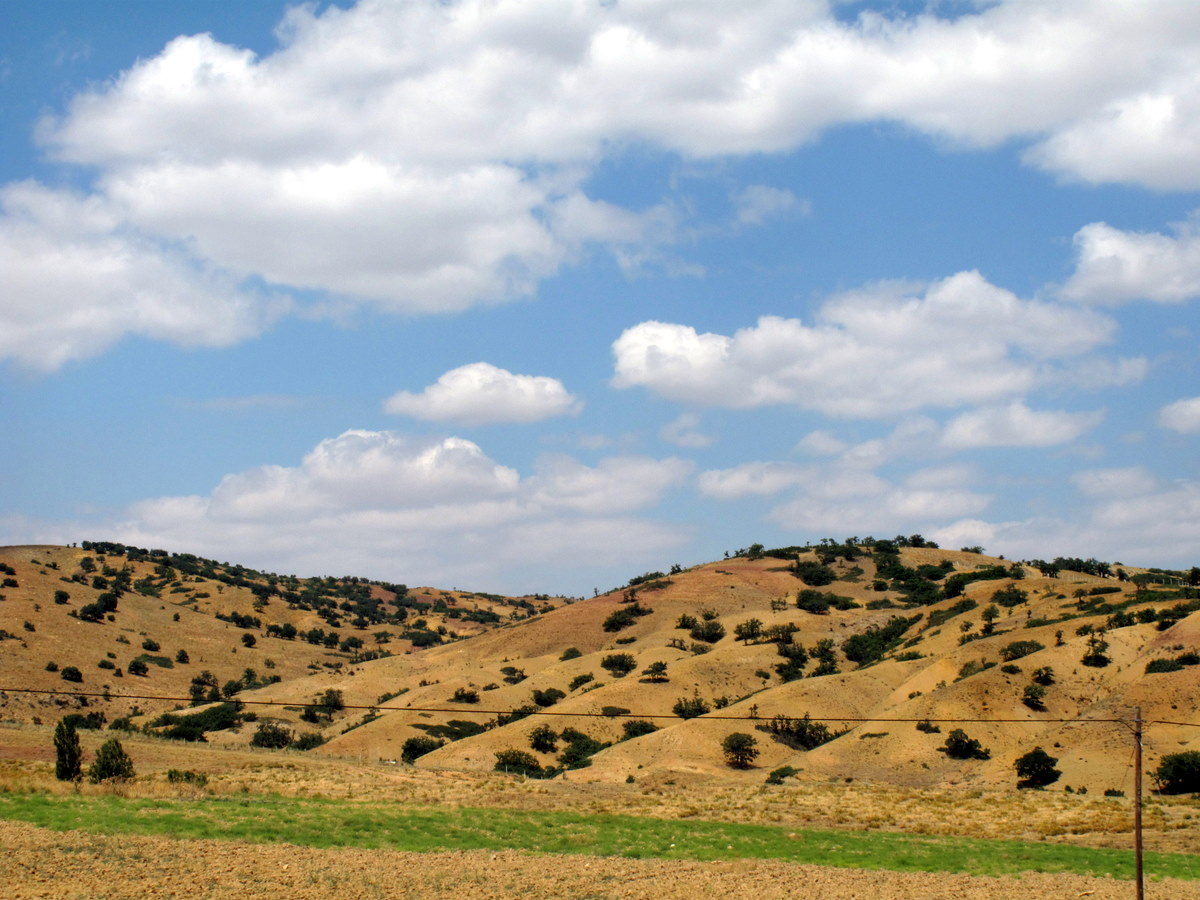
現在の内部アナトリア

### チェルケス人が定住した地域

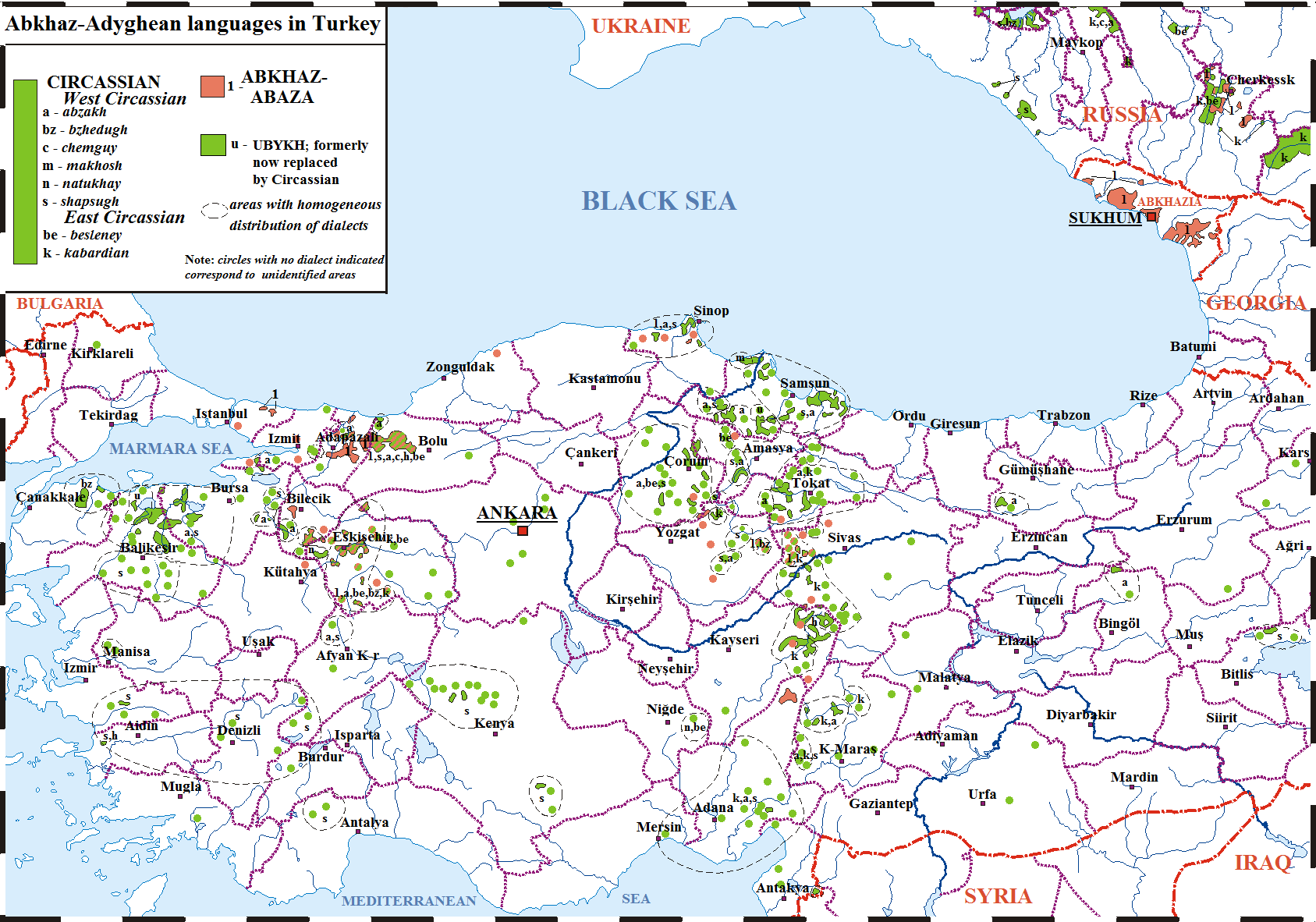
21世紀の歴史的なチェルケシアとディアスポラにおけるチェルケスの人口の分布

## 結果

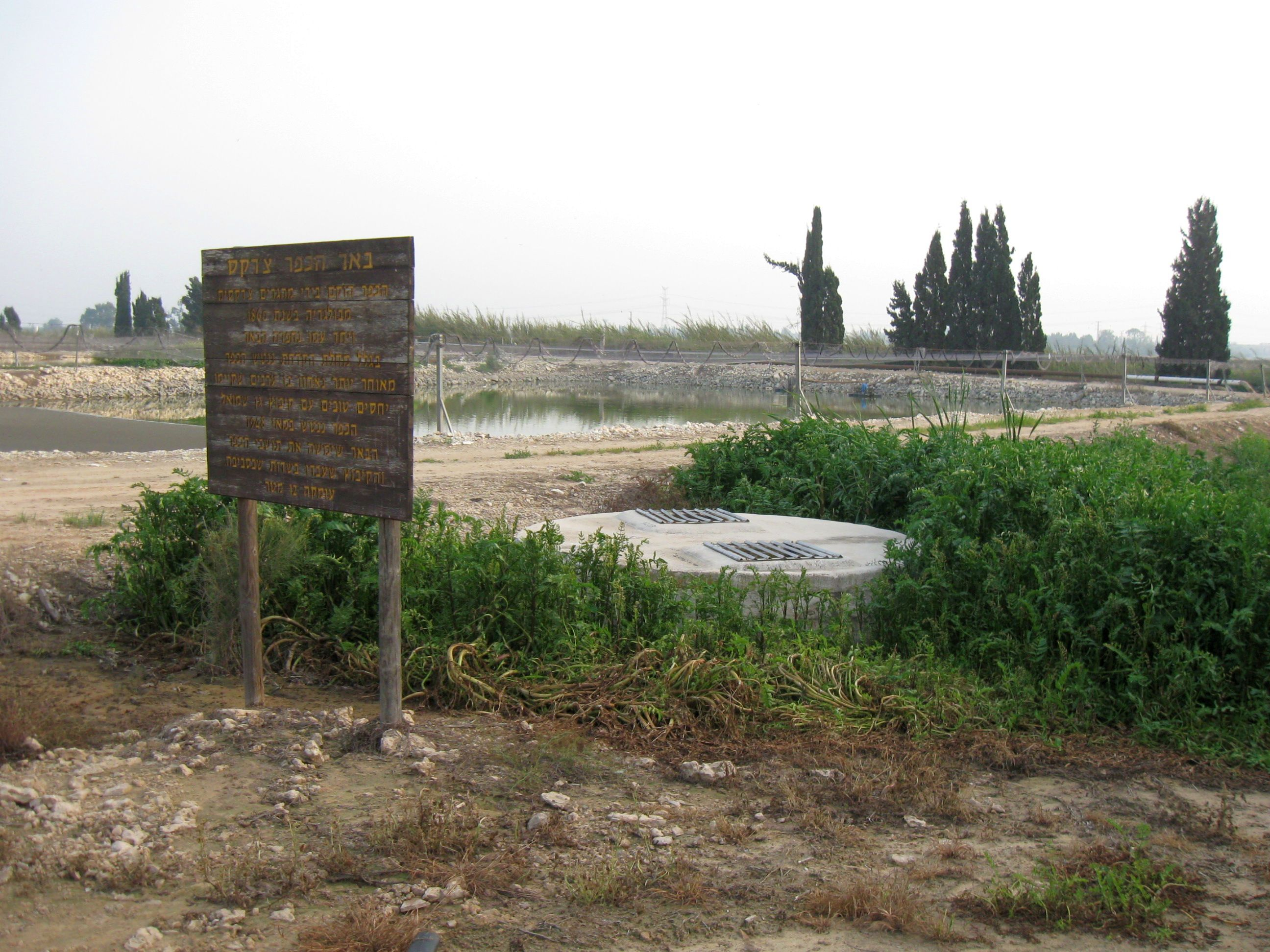
1860年にオスマン帝国のレバントに設立されたチェルケスの村の遺跡。マラリアのためにすぐに放棄された

### オスマン帝国の民族的緊張

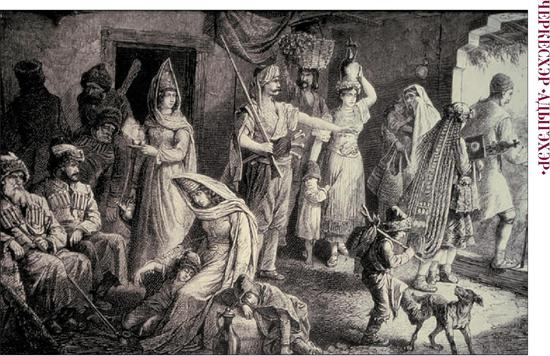
チェルケス人は、追い出されたブルガリアの家族の家に定住する、1870年代に描画

## ジェノサイド分類

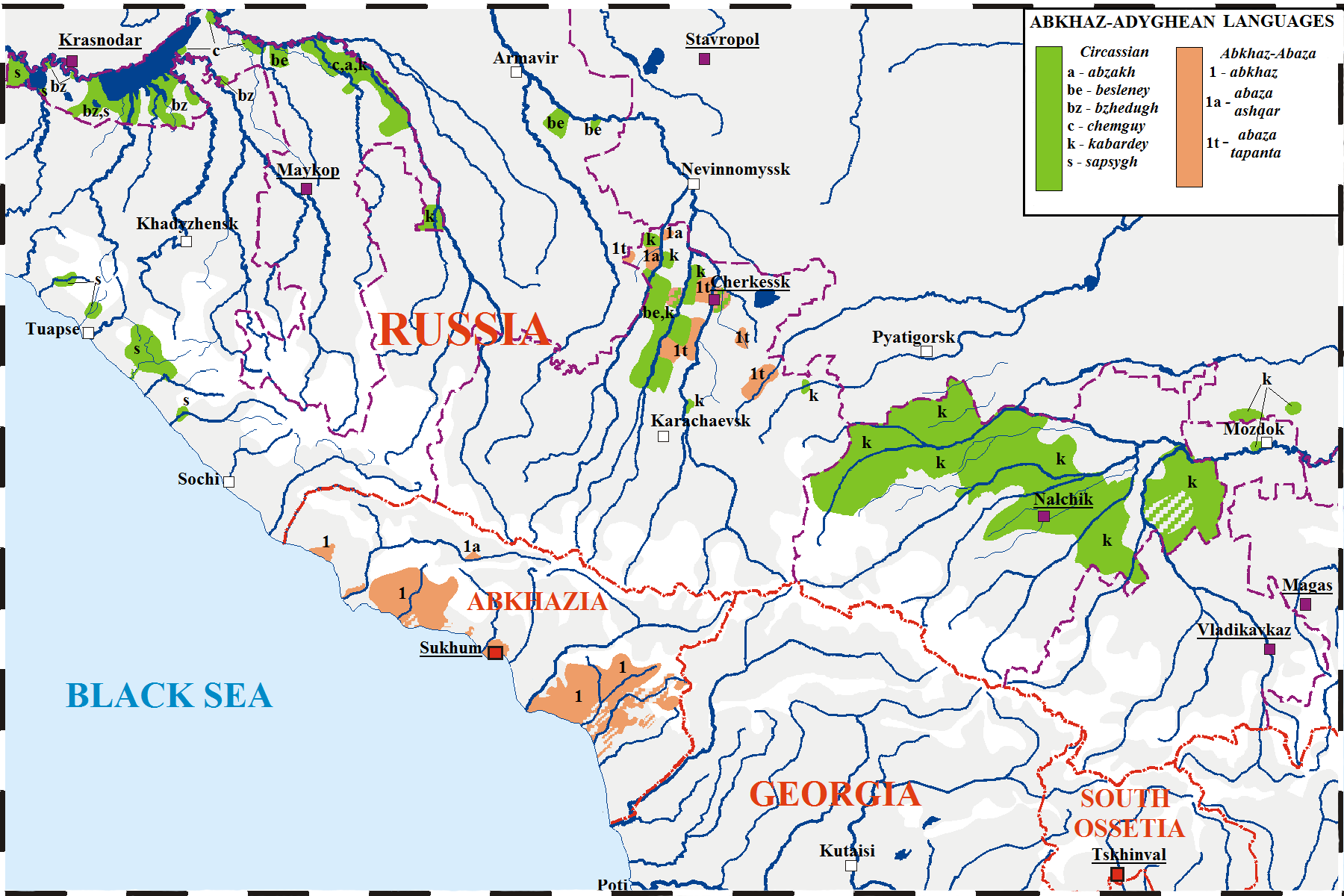
21世紀の歴史的なチェルケス人の残りのチェルケス人の人口

## 難民の数

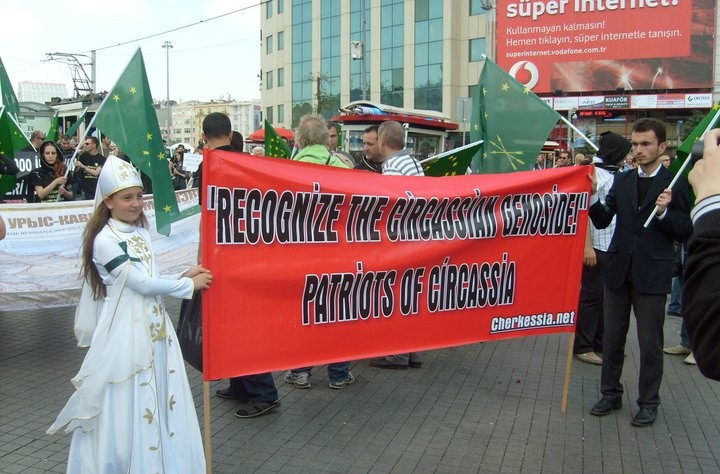
トルコのチェルケス人虐殺の承認を求めるチェルケス人の行進

## 追放

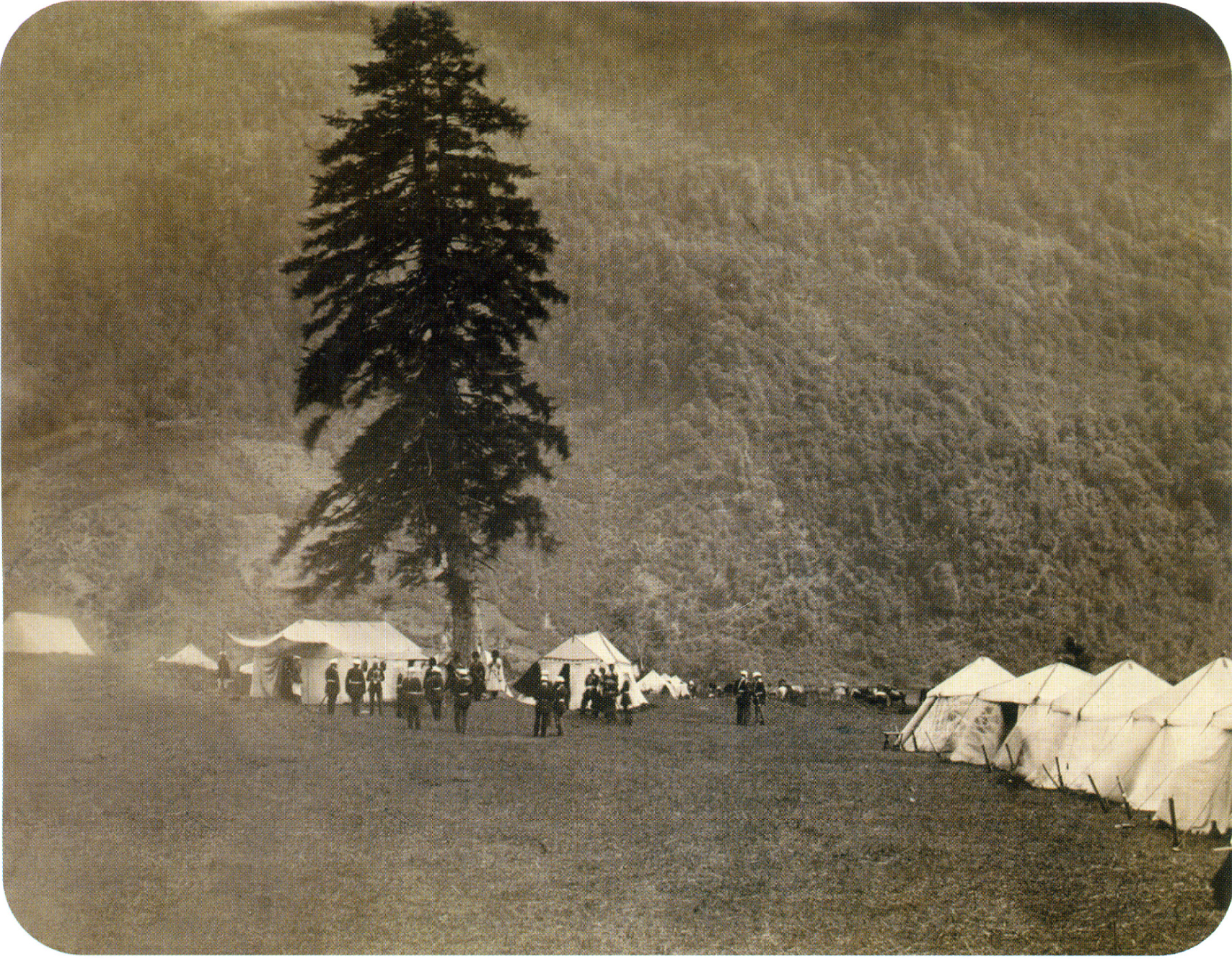
1864年5月21日、クバーダの軍事野営地でのコーカサス戦争の終結を象徴するロシア軍によるパレード。

### 人口動態の変化と影響を受けるグループ

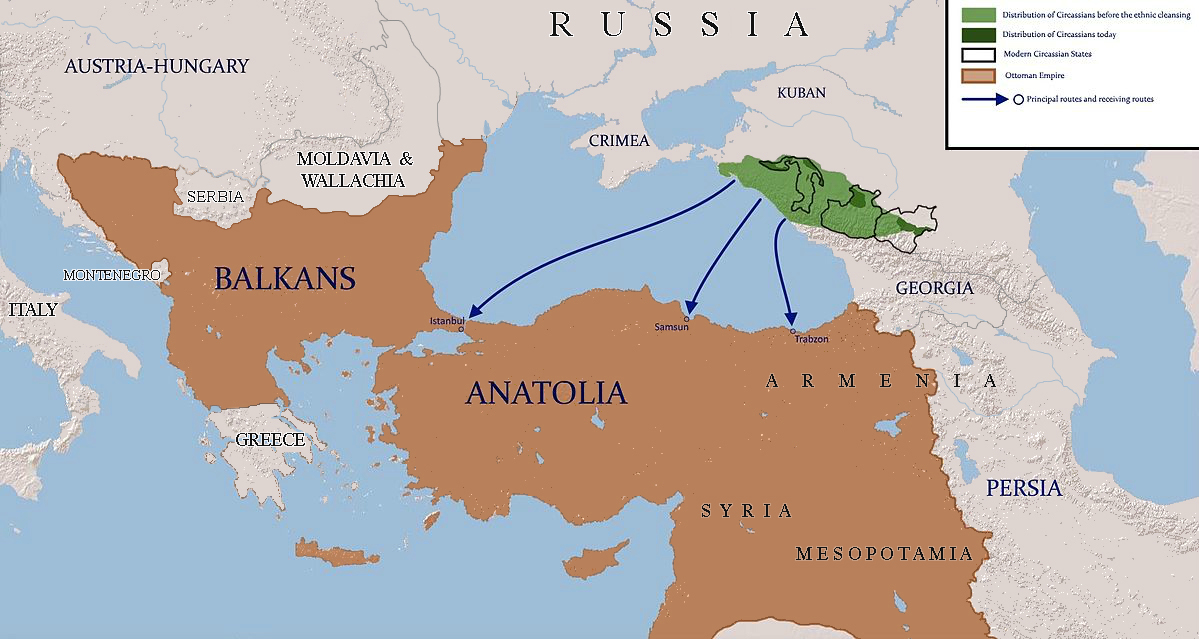
オスマン帝国におけるチェルケス人の第三国定住

| 部族               | 前      | 後     | 残りの割合 | 死亡または国外追放の割合 |
| ------------------ | ------- | ------ | ---------- | ------------------------ |
| カバルダ人         | 500,000 | 35,000 | 7.000％    | 93.000％                 |
| シャプスグ人       | 300,000 | 1,983  | 0.661％    | 99.339％                 |
| アブザク人         | 260,000 | 14,660 | 5.648％    | 94.362％                 |
| ナトゥカジュ人     | 240,000 | 175    | 0.073％    | 99.927％                 |
| テミルゴイ         | 80,000  | 3,140  | 3.925％    | 96.075％                 |
| ブジェドゥグ人     | 60,000  | 15,263 | 25.438％   | 74.561％                 |
| Mamkheghs          | 8,000   | 1,204  | 15.050％   | 84.950％                 |
| Ademeys            | 3,000   | 230    | 7.667％    | 92.333％                 |
| ウビフ人           | 74,000  | 0      | 0.000％    | 100.000％                |
| ZhaneysとHatuqwais | 100,000 | 0      | 0.000％    | 100.000％                |

## 記念

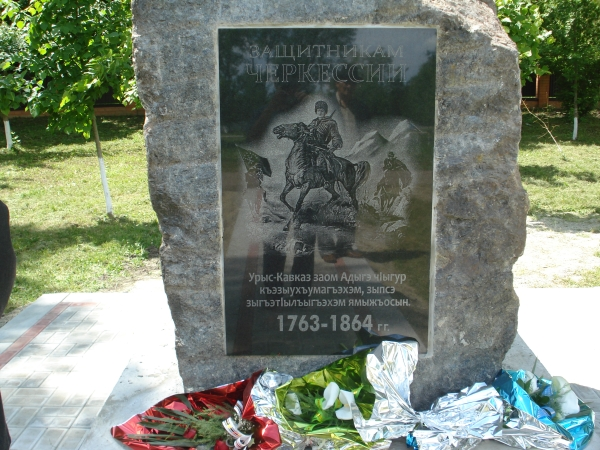
アディゲ共和国、チェルケス人虐殺に捧げられた記念碑
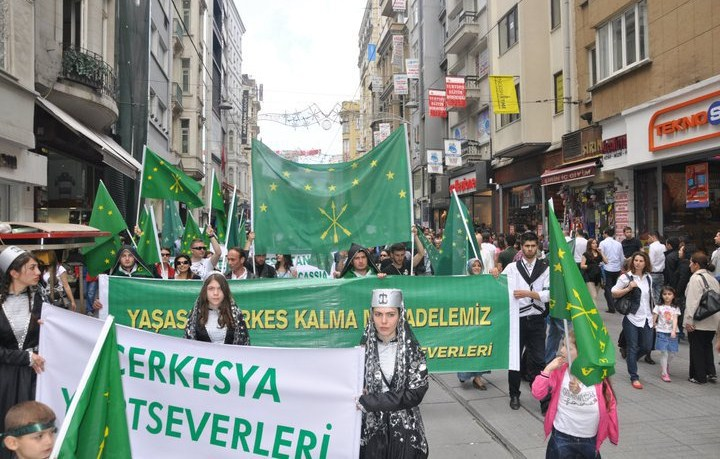
チェルケスの喪の日（英語）。トルコ、チェルケス人ディアスポラによるチェルケス人虐殺の年次追悼行進
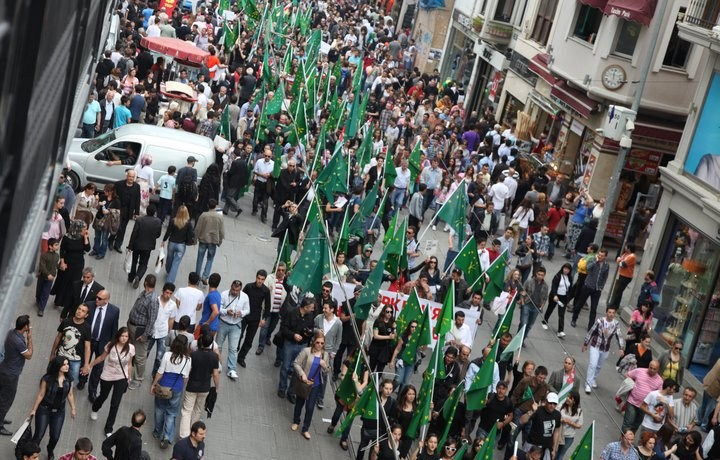
チェルケスの喪の日
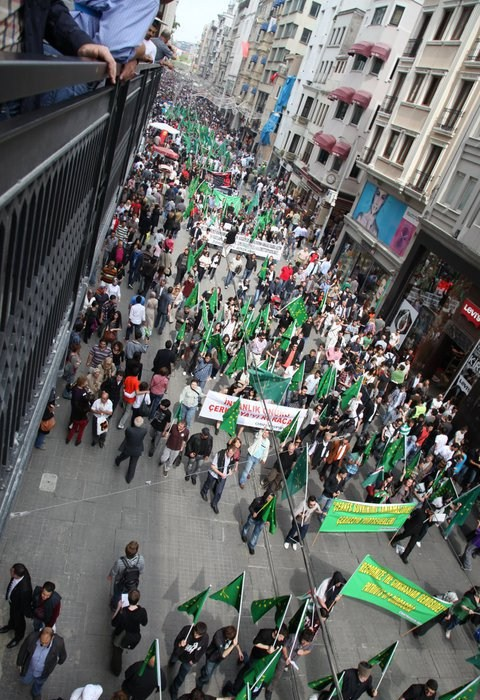
チェルケスの喪の日